# Цалкская епархия
Ца́лкская епа́рхия (груз. წალკის ეპარქია также Агарак-Цалская епархия, груз. აგარაკ-წალკის ეპარქია) — епархия Грузинской православной церкви на территории Цалкского муниципалитета Грузии.

## История
В 1918 году вновь обособившейся Грузинской православной церковью в пределах исторических Агаракской и Цалкской епархий была учреждена Агаракская и Цалкская епархия с кафедрой в городе Цалка. В состав её входили территории современных районов Цалкского, Тетрицкаройского, Дманисского и Болнисского.
Положение об управлении Грузинской Православной Церковью в 1945 году определило епархию как «Агарак-Цалкскую (Ахтальскую; Бешташенскую) с кафедрой в Ахтале и резиденцией в Тбилиси». Однако, около начала 1990-х годов кафедральным городом епархии снова называется Цалка.
В 1995 году при переустройстве епархий Грузинского патриархата из территории Агаракской епархии была выделена самостоятельная Болнисская и Дманисская епархия, а оставшаяся часть епархии вошла в состав Манглисской епархии, переименованной в Манглисскую и Цалкскую епархию.
11 октября 2013 года Агарак-Цалская епархия была вновь возрождена, будучи выделена из состава Манглисской.

## Епископы
- Иоанн (Ананиашвили) (1978—1980) в/у, еп. Чкондидский
- Амвросий (Катамадзе) (1980—1982) в/у, епископ Никозский
- Вахтанг (Ахвледиани) (2 августа 1982 — 20 июля 1984)
- Фаддей (Иорамашвили) (1984 — 21 декабря 1992)
- Христофор (Цамалаидзе) (21 декабря 1992 — 5 апреля 1995)
- Иоанн (Шомахия) (1 декабря 2013 — 12 января 2015)
- Григорий (Кация) (с 12 января 2015)